# Dolores (modelo)
Dolores o Rose Dolores (nacida como Kathleen Mary Rose; 26 de septiembre de 1893 – 7 de noviembre de 1975) fue una modelo inglesa. Fue reconocida como la primera modelo de ropa de celebridades y se le atribuyó la invención de la blank hauteur de la modelo de moda moderna. Florenz Ziegfeld, Jr. la llamó "la showgirl más hermosa del mundo". Era conocida por su imponente presencia escénica y se convirtió en la estrella de Ziegfeld Follies desde 1917 hasta su retiro en 1923. Vivió el resto de su vida en París y durante la Segunda Guerra Mundial ayudó a los aviadores aliados a escapar de la ocupación alemana.

## Primeros años
Kathleen Rose nació en Wimbledon, cerca de Londres, el 26 de septiembre de 1893. Su padre era Harry Rose (nacido en Northleigh, Oxfordshire), exagente de policía, y su madre Ellen Ann ("Nellie") Rose (nacida en Vauxhall, Londres), modista. Kathleen tenía una hermana, Eva Alice Rose (1890–1973). Según los periódicos, Kathleen había nacido en la pobreza y en el censo de Inglaterra de 1901, Harry aparece sin ocupación. En la declaración de 1911 figura como "Paralized 20 years". La familia tenía dos huéspedes y un visitante viviendo con ellos en el momento del censo de 1901, cuando estaban en 61 Russell Road, Wimbledon. Kathleen no vivía con sus padres en el censo de 1911.
Hacia 1910, Kathleen empezó a trabajar para la diseñadora de moda Lucy, Lady Duff-Gordon. Las noticias de los periódicos, que pueden no ser fidedignas, afirman que empezó como recadera tras verse obligada a dejar la escuela, presumiblemente por motivos económicos. Lady Duff-Gordon reconoció que la estatura de Kathleen, de al menos 6 pies (180 cm), su elegante figura y su pelo rubio la convertían en una modelo de ropa ideal. Entrenó a Kathleen como una de sus maniquíes (modelos) y la rebautizó como "Dolores". Duff-Gordon describió más tarde a Dolores como la mejor maniquí que había tenido nunca. Dolores fue fotografiada vistiendo las creaciones de Duff-Gordon en París en 1912, el mismo año en que la diseñadora y su esposo, Sir Cosmo Duff-Gordon, sobrevivieron al malogrado viaje inaugural del RMS Titanic.

## Años en Ziegfeld

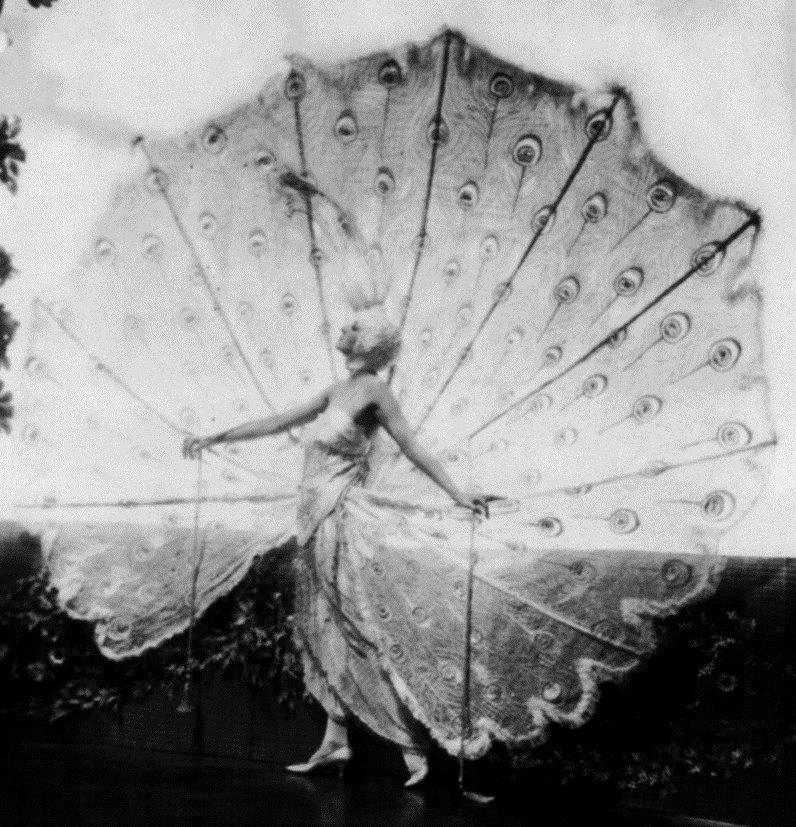
El vestido de pavo real, 1919

Durante la Primera Guerra Mundial, Duff-Gordon se centró en su oficina de Nueva York, que había abierto en 1910. Para sus desfiles neoyorquinos importaba sus propias modelos de Inglaterra, aunque Dolores no fue de las primeras que trajo. Los desfiles se hicieron tan populares que tuvo que empezar a celebrarlos en un teatro. Probablemente fue en uno de esos eventos, hacia 1916, cuando Florenz Ziegfeld y su esposa Billie Burke descubrieron los diseños de Duff-Gordon y a su modelo Dolores. Ziegfeld quedó embelesado con Dolores y el lujoso espectáculo del show y Burke encargó dos de las creaciones de Duff-Gordon. Pronto, Duff-Gordon estaba confeccionando trajes para las producciones teatrales de Ziegfeld, las Ziegfeld Follies.
Ziegfeld decidió basar una escena de sus próximas Follies en uno de los desfiles de Duff-Gordon y utilizar a las chicas de Duff-Gordon para modelar la ropa. Duff-Gordon advirtió: "Pero si no saben cantar ni bailar, y mucho menos hablar". Ziegfeld le aseguró que lo único que tenían que hacer era caminar y llevar la ropa. Así se inventó la Show Girl, cuyo trabajo, a diferencia de la Chorus Girl, consistía simplemente en ser guapa y modelar ropa. Las modelos de Duff-Gordon ya estaban entrenadas en el Lucile Slither, al que Ziegfeld añadió el Ziegfeld Walk, que permitía a una chica bajar una escalera completamente vestida de tal forma que acentuaba sus atributos naturales sin parecer desgarbada.
Sin embargo, la escena de la moda era sólo una parte del espectáculo, que seguía contando con cómicos, cantantes y bailarines, y las modelos de Duff-Gordon no se mencionaban como protagonistas principales.

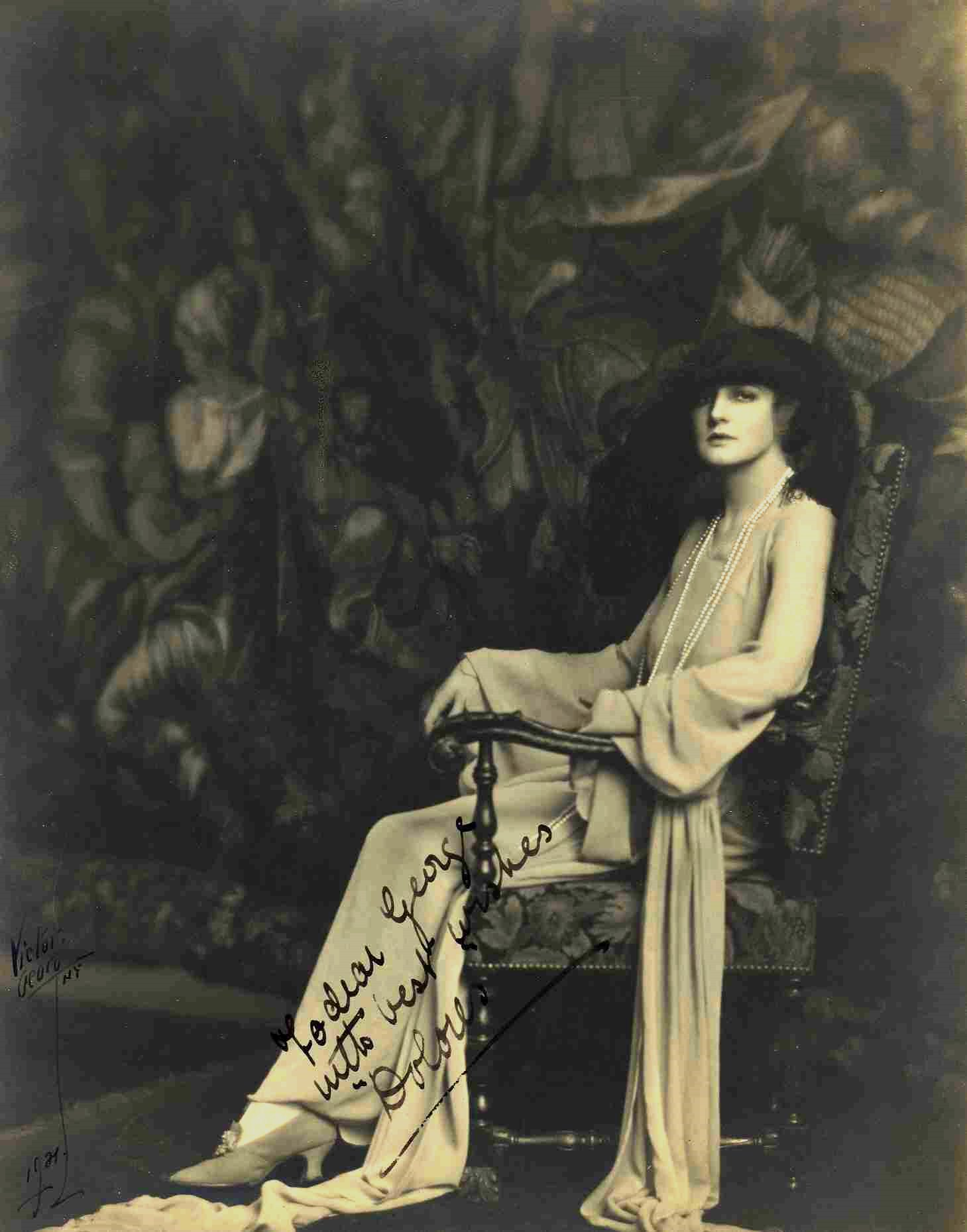
Dolores. Fotógrafo: Victor Georg, 1921

### Apariciones
La primera aparición de Dolores para Ziegfeld fue en las Ziegfeld Follies de 1917, en las que interpretó a Empress of Fashion en el número "Ladies of Fashion, An Episode in Chiffon".  Al ser la más alta y majestuosa, Dolores salió la última en un desfile de nueve chicas con chifones de diferentes grados de transparencia. Su vestido fue conocido como "The Discourager of Hesitancy", de acuerdo con la práctica de Duff-Gordon de dar a sus vestidos nombres provocativos.
En Midnight Frolic of 1919, Dolores interpretó el papel de The White Peacock en el número Tropical Birds. Llevaba un traje de pavo real de 10 pies (3.0 m) de altura diseñado por Pascaud, de París, que Marjorie Farnsworth describió como "uno de los trajes más bonitos que se han visto en Broadway". Según un crítico, un espectador preguntó a otro: "Va a bailar? a lo que respondió, "Una mujer que puede estar de pie y caminar así no tiene que bailar". La idea de un traje de pavo real no era nueva, ya que Anna Held lo había llevado en Follow Me en 1916, pero fue Dolores quien lo hizo suyo. Gertrude Hoffmann llevó un traje similar en 1920.
Dolores, al igual que los demás maniquíes, sólo tenía que caminar y posar en el escenario. Se decía que nunca sonreía durante una aparición. En 1920, sin embargo, tuvo su primer papel hablado en la comedia musical Sally, donde interpretó el papel secundario de Mrs. Ten Broek No consta que se le exigiera sonreír durante la representación.
A medida que la fama de Dolores crecía, también lo hacían sus ingresos. Cuando empezó con Ziegfeld, ganaba $75 a la semana, pero en 1923 ya ganaba $500. En octubre de 1920 pudo viajar en primera clase con su hermana en el RMS Aquitania entre Gran Bretaña y América. En agosto de 1922, las hermanas hicieron el mismo viaje en el RMS Olympic, gemelo del RMS Titanic. Fue objeto de artículos sindicados que aparecieron en periódicos de toda América, a menudo elogiando su belleza en los términos más efusivos y floridos. En un artículo se afirmaba que su belleza era "aclamada en todos los países civilizados" y se incluían diagramas geométricos que demostraban la perfecta simetría de su rostro.

### Estilo
Dolores tenía una belleza lacónica y andrógina, y un porte altivo en el escenario que había sido cultivado por Duff-Gordon y al que contribuía naturalmente la altura de Dolores. Se decía que Duff-Gordon la había entrenado para actuar como una duquesa. Diana Vreeland comentó, "Recuerdo a sus chicas [de Ziegfeld] tan vívidamente. Dolores era la mejor de ellas – una belleza inglesa totalmente gótica. Le pagaban mucho sólo por cruzar el teatro – y todo el lugar se caía a pedazos. Caminaba muy bien, te lo aseguro, con mucha fluidez y gracia. Todo lo que sé sobre andar es por ver a las chicas de Ziegfeld".

### Influencia
El principal atributo que Dolores aportaba a las Follies no era la belleza, sino la actitud. No cantaba ni bailaba y no habló en el escenario hasta más tarde en su carrera, pero se considera que la combinación del vestuario de Duff-Gordon, la puesta en escena de Ziegfeld y la imponente presencia escénica de Dolores influyó en las actuaciones de generaciones de coristas estadounidenses, desde Josephine Baker hasta las de hoy en día. De las modelos de Duff-Gordon en general, Randolph Carter ha dicho que sus "maneras regias y su asombrosa elegancia ayudaban a mantener el decoro en el Midnight Frolic [1918, etc.], donde el licor corría libremente". De Dolores en concreto, se ha dicho que su "blank hauteur" sin sonrisa fue el modelo para el estilo de actuación de la modelo moderna.

## Matrimonio

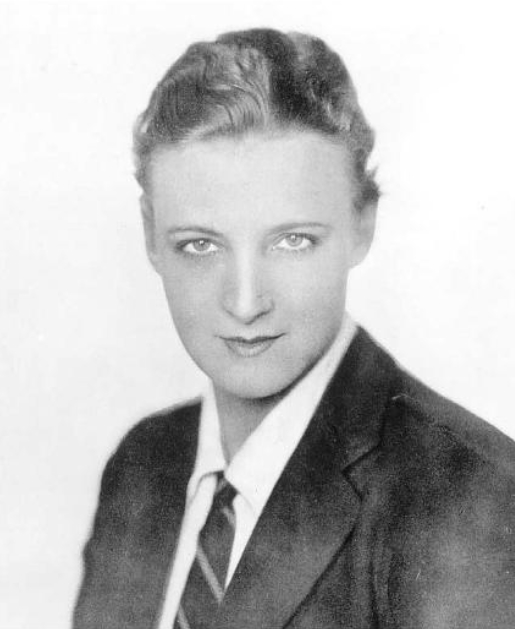
Mrs Tudor Wilkinson. Eve, The Lady's Pictorial, 1925.

El 15 de mayo de 1923, Dolores se casó en París con el coleccionista de arte de San Luis Tudor Wilkinson y se retiró del teatro. La ceremonia tuvo lugar en la mairie del I Distrito de París y más tarde en el oratorio del Louvre. Mr y Mrs Dudley Field Malone fueron los testigos. En 1925, la prensa estadounidense informó de que la pareja vivía en Île Saint-Louis, en una casa con vistas a la catedral de Notre-Dame, probablemente el apartamento de tres plantas del 18 de Quai d'Orleans al que se refieren fuentes posteriores.
Tras su matrimonio, Dolores adoptó el severo estilo masculino de vestir y peinarse popular en la época, apareciendo en Eve, The Lady's Pictorial en 1925 con traje de chaqueta y corbata. El aspecto varonil, la media sonrisa poco característica (en las fotografías) y la mirada cómplice de la imagen han llevado a comentaristas posteriores a preguntarse si Dolores estaba señalando que era lesbiana, pero no hay pruebas que sugieran que lo fuera y su aspecto en ese momento puede haber sido simplemente una declaración de moda. La fotografía apareció, ligeramente cambiada, en la portada de Fashioning Sapphism: The Origins of a Modern English Lesbian Culture  de Laura Doan en 2013.

## Segunda Guerra Mundial
París fue ocupada por los alemanes durante la Segunda Guerra Mundial. Muchos ciudadanos aliados fueron internados, y Dolores (nacida en Inglaterra y casada con un estadounidense) estuvo detenida en el campo de internamiento alemán de Vittel. Se desconocen las fechas exactas de su detención, y es posible que Dolores no pasara toda su detención en Vittel. Vittel era un antiguo hotel y balneario, relativamente cómodo para los campos de internamiento.
Por lo que se sabe, Tudor Wilkinson no fue detenido. Después de la guerra, la Office of Strategic Services Art Looting Investigation Unit estadounidense escribió que vigilaba el mercado de arte de París para Sepp Angerer, el agente artístico de Hermann Göring, y que Dolores había sido liberada de Vittel después de que Göring hiciera una visita personal al apartamento de los Wilkinson. En la vida de Göring, David Irving escribió que la visita tuvo lugar en 1940, y que Wilkinson escribió a Göring un año después para agradecerle su intercesión, y decirle que debía conservar en su apartamento un cuadro de Juliana von Stolberg que había admirado: "Los dos estuvimos de acuerdo en que queríamos que siempre tuvieras 'Juliana', para agradecerte lo que tan modestamente hiciste por [nosotros]".[cita requerida] En 1946, Tudor Wilkinson fue incluido en la lista de "bandera roja" de la OSS de personas y organizaciones implicadas en el comercio de arte bajo el régimen nazi, con la salvedad de que los informes policiales indicaban que participaba activamente en la Resistencia.

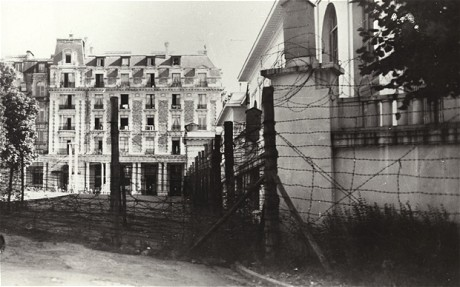
Campo de internación en Vittel, Francia

Según las memorias de Drue Tartière, Dolores y Tudor Wilkinson estaban muy implicados en la Resistencia. Tartière también había estado en Vittel y había conseguido que la liberaran alegando que se estaba muriendo de cáncer. Ayudó a sacar de contrabando al menos a 42 aviadores aliados de los territorios ocupados. Escribió que en el número 18 del Quai d'Orléans se había ocultado una radio de onda corta para que la Resistencia pudiera comunicarse con Londres, y que había ametralladoras escondidas detrás de la chimenea y en otros lugares del apartamento. La secretaria de Tudor Wilkinson, que había sido profesora en la Sorbona, participó activamente en la organización de sabotajes por parte de trabajadores ferroviarios.
Incluso después de que los estadounidenses liberaran París, la situación en la ciudad siguió siendo peligrosa durante los primeros días. Unidades alemanas aisladas y francotiradores seguían actuando. Eva, la hermana de Dolores, recibió un disparo en el estómago cuando estaba frente a una ventana del apartamento de los Wilkinson. Ese mismo día por la noche hubo un bombardeo alemán y el apartamento fue alcanzado por múltiples bombas incendiarias que provocaron varios incendios. Los Wilkinson y Drue Tartière consiguieron arrojar las bombas por la ventana o sofocarlas con arena. Mientras lo hacían, una gran bomba estalló cerca de Notre Dame y el agua del Sena les salpicó la cara. Dolores se desplomó con un "ataque al corazón" y su esposo sufrió quemaduras en brazos y piernas al intentar apagar un incendiario con agua. La situación en el exterior era igual de grave, con edificios enteros derrumbándose por el fuego mientras francotiradores alemanes disparaban y mataban a los bomberos franceses que atendían las llamas. Tartière abandonó París inmediatamente después de este ataque, y su relato no proporciona ninguna información posterior sobre los Wilkinson o si Eva sobrevivió a sus heridas.

## Muerte
Dolores murió en París el 7 de noviembre de 1975.

## Apariciones en teatro seleccionadas
- Ziegfeld Follies of 1917
- Miss 1917
- Fleurette's Dream (1917)
- Ziegfeld Follies of 1918
- Midnight Frolic of 1918
- Midnight Frolic of 1919
- Ziegfeld Nine O'Clock Review (1919)
- Midnight Frolic of 1920
- Sally (1920)